# Kanton Lagor
Lagor is een voormalig kanton van het Franse departement Pyrénées-Atlantiques. Het kanton maakte deel uit van het arrondissement Pau. Het werd opgeheven bij decreet van 25 februari 2014, met uitwerking op 22 maart 2015.

## Gemeenten
Het kanton Lagor omvatte de volgende gemeenten:
- Abidos
- Bésingrand
- Biron
- Castetner
- Laà-Mondrans
- Lacq (deels)
- Lagor (hoofdplaats)
- Loubieng
- Maslacq
- Mont
- Mourenx
- Noguères
- Os-Marsillon
- Ozenx-Montestrucq
- Sarpourenx
- Sauvelade
- Vielleségure